# 双城総管府
双城総管府（そうじょうそうかんふ）は、元が1258年に咸鏡南道和州（永興郡、現在の金野郡近く）設置した植民地。慈悲嶺以北を管轄した東寧府とともに高麗に対する征服と支配の拠点とされた。恭愍王は元の影響を脱し、また故地回復のための北伐政策の一環として東寧府と共に攻撃し、故地回復に成功している。

## 設置
1258年（高宗45年）元の別将散吉と普只が東女真を経由して長城以南に侵攻した。彼らが和州に至ると、当時東北面兵馬使・慎執平は住民と兵士らを導いて楮島に入り守ったが、のち竹島に移動した。しかし趙暉と卓青らが登州府使・朴仁起、和州府使・金宣甫及び東北面兵馬使・慎執平を殺し、鉄嶺以北の地を元にささげて投降した。中央政府とは関係なく進行された事件で、元はとにかく新たに占領したこの地域を治める機構として双城総管府を設置したのである。この時、初代総管に趙暉が任命され、卓青は千戸に任命された。以後、総管は漢陽趙氏の家が世襲して、趙暉の息子趙良琪、孫趙琳、従曾孫趙小生が世襲し、千戸も卓青の子孫が世襲した。
一方、10年後の1269年に反乱を起こした崔坦は、西京を含めた北界54城と慈悲嶺以北、西海道6城を元にささげ、元は西京を東寧府に改称して自国領土に編入させた。この時は元の侵入とも関係なく成り立ったことだった。
以後、高麗は元の干渉を受ける立場に転落するようになった。

## 陥落
双城総管府陥落は1356年（恭愍王5年）に始まった。枢密院副使だった柳仁雨は東北兵馬使となって恭愍王から双城総管府攻略の命を受け、大護軍貢夫甫、宗簿令金元鳳、江陵道存撫使李仁任らとともに出征した。この時、趙暉の曽孫である総管・趙小生と千戸・卓都卿は死に物狂いで反撃したが、趙暉の孫である趙暾と李子春と彼の息子李成桂が内部で高麗軍と内通して双城総管府の城門を開いた。双城総管府は陥落し、総管・趙小生は逃げだした。
以後柳仁雨は和州牧を設置して、残りの双城総管府が管轄した地域を収復した。双城総管府陥落の手引を行なった李子春の家系は、先祖代々モンゴルのダルガチ兼千戸長という高位高官の地位にあったが、このとき高麗に寝返った。新たに高麗王の臣下となり、東北兵馬使となった。双城総管府初代総管だった趙暉の子孫である趙暾も、双城総管府陥落に積極的に協力して功を立て、先祖の裏切りを清算し、新たに高麗の中央政界に進出した。以後、趙暾は李氏朝鮮建国にも関与して、開国功臣にまで至った。李成桂が後に太宗を嫌って咸興に発ってしまったのも、彼の出身地がこの地域だったからである。